# International Nanny Association
International Nanny Association (INA) är en ideell organisation som bildades 1985 och fungerar som paraplyorganisation för den barntillsyn som sker i barnets egna hem. Den består av bland andra barnflickor, barnflickors arbetsgivare, barnflickförmedlingar, lärare och servicefolk. Huvudkontoret håller till i Hyannis, Massachusetts, USA och målet är att professionalisera branschen och sätta högre standard. Experter från hela jorden försöker öka kunskapen om branschen, utveckla barnflickornas skicklighet, och utbilda föräldrar och uppmana dem till att se fördelar i att anställa en högt kvalificerad barnflicka att passa deras barn.  Man har också försökt påpeka att en barnflicka inte bara behöver vara en barnvakt eller tjänsteflicka, utan vissa kan också vara utbildade i barnets utveckling.
Sedan 1990 utser man "Årets barnflicka".

## Historik
Dr. Deborah Davis var då hon bildade organisationen en ung mor, med försöket att förbättra barnflickyrket. Snart möttes barnflickförmedlingar, barnflickor och lärare inom barnflickutbildningen samman i USA, Storbritannien, Kanada, Australien och Nya Zeeland för den första  INA-konferensen. Över 100 personer samlades på Scripps College i Claremont, Kalifornien, USA för att fokusera på träning och utbildning av barnpassare i barnens hem i USA.